# 피묻은 략패
피묻은 략패는 표광이 감독한 2004년 조선 영화이다. 고려 시대를 배경으로, 이 영화는 독도를 일본 침략자들로부터 지키기 위해 함께 싸우는 한 가족의 이야기를 다룬다. 침략자들은 황금 불상의 위치를 보여주는 지도를 찾고 있다. 만약 그 지도가 그들의 손에 들어가면, 독립된 조선은 끝장날 것이다.

## 배급
피묻은 략패는 2005년 대한민국에서 처음 상영되었으며, 4월 28일부터 5월 6일까지 열린 제6회 전주국제영화제 특별 상영 부문에서 상영된 세 편의 조선 영화 중 하나였다. 이 부문의 코디네이터 황균민은 "[독도] 문제가 현재 매우 논쟁적이기 때문에" 상영이 "시기적절하다"고 여겼다. 이후 2005년 7월 1일 대종상 시상식 준비의 일환으로 서울특별시청사 앞 야외 광장에서 상영되면서 최초의 조선 영화가 되었다.